# Roscoff Restaurant
Roscoff Restaurant was een restaurant gevestigd in Belfast, Noord-Ierland, dat één Michelinster mocht dragen in de periode 1991 tot en met 1998.
Restaurant Roscoff werd geopend in 1984 onder de naam Roscoff. Later, bij het ontstaan van andere eetgelegenheden van de Paul Ranking Group, werd daar "Restaurant" aan toegevoegd. Het was gevestigd in 7-11 Linenhall Street.
In 1991 werd de eerste Michelinster van Noord-Ierland toegekend aan chef-kok Paul Rankin. Roscoff en Rankin hebben een enorme invloed gehad op de hedendaagse culinaire wereld in Ierland en Noord-Ierland. Tal van chef-koks, bijvoorbeeld Dylan McGrath en Robbie Millar, hebben hier (een deel van) hun opleiding genoten.
Gedwongen door financiële problemen werd het restaurant in 2005 verkocht. Er is nu restaurant CoCo gevestigd.